# Ramón Blanco Rodríguez
Ramón Blanco Rodríguez (Vimianzo, La Coruña, 20 de febrero de 1952 - Cádiz, 9 de mayo de 2013) fue un futbolista y entrenador de fútbol español que entrenó al Cádiz CF en varias ocasiones, la última vez entre noviembre y diciembre de 2012.
También ejerció como colaborador deportivo, concretamente en el programa Submarino Amarillo de Onda Cádiz Televisión.
Falleció el 9 de mayo de 2013, en Cádiz, a los 61 años.

## Clubes

### Como jugador
| Club                 | País      | Año       |
| -------------------- | --------- | --------- |
| Sportivo Italiano    | Argentina | 1969-1971 |
| RCD Mallorca         | España    | 1972-1973 |
| Real Betis Balompié  | España    | 1973-1976 |
| Cádiz CF             | España    | 1976-1980 |
| Recreativo de Huelva | España    | 1980-1981 |
| Racing Portuense     | España    | 1981-1984 |
| Chiclana CF          | España    | 1984-1985 |
| Atlético Sanluqueño  | España    | 1985-1986 |
| CD Moguer            | España    | 1986-1987 |

### Como entrenador
| Club                          | País   | Año       |
| ----------------------------- | ------ | --------- |
| Cádiz CF                      | España | 1990-1992 |
| Club Atlético Marbella        | España | 1993-1996 |
| Cádiz CF                      | España | 1996-1998 |
| Almería CF                    | España | 1998-1999 |
| Granada CF                    | España | 2001-2002 |
| Torredonjimeno Club de Fútbol | España | 2002-2003 |
| CD San Fernando               | España |           |
| Cádiz CF                      | España | 2012-2013 |